# Requiem (MacMillan)
Requeim è un balletto in un atto coreografo da Kenneth MacMillan nel 1976 per il Balletto di Stoccarda sull'omonima composizione di Gabriel Fauré. Il balletto è un requiem per il coreografo John Cranko, morto tre anni prima del debutto.

## Genesi
MacMillan compose il balletto come un tributo all'amico e mentore John Cranko, che lo aveva aiutato nella transizione da ballerino a coreografo. Il balletto avrebbe dovuto avere la sua prima a Londra, ma MacMillan incontrò forti resistenze da parte del comitato direttivo della Royal Opera House. La scelta di utilizzare il Requiem di Fauré come colonna sonora non era gradita al comitato che aveva paura che gli spettatori cristiani si sentissero offesi. Nonostante il parere positivo dell'Arcivescovo di Canterbury Donald Coggan, il teatro negò a MacMillan la possibilità di usare la partitura di Fauré. Il coreografo si mise quindi in contatto con il Balletto di Stoccarda, che accettò con entusiasmo di ospitare la prima del balletto.

## Contenuto
Le coreografie del balletto sono fortemente ispirate a disegni ed incisioni di William Blake, tra cui le sue illustrazioni della Divina Commedia, di Paradiso Perduto e del Libro di Giobbe.Il balletto inizia con un gruppo di persone in lutto e in mezzo a loro una ballerina viene sollevata come un tributo. La ballerina danza due pas de deux con due diversi ballerini durante l'Offertorium e il Sanctus; i due uomini poi torneranno per confortarla durante l'Agnus Dei. Nella sezione finale, In Paradisum, i ballerini lasciano il palco e camminano verso la luce.

## Debutto internazionale
Il balletto ebbe la sua prima il 28 novembre 1976 al Teatro statale di Stoccarda e fu eseguito da Marcia Haydée, Birgit Keil, Richard Cragun, Egon Madsen e Reid Anderson. Requiem fu accolto molto positivamente dalla critica e The Times lo definì il miglior lavoro di MacMillan. La prima londinese avvenne solo sei anni più tardi al Covent Garden, il 3 marzo 1983. Haydée ed Anderson tornarono a danzare i rispettivi ruoli, questa volta insieme a Wayne Eagling, Bryony Brind, Ashley Page e il corpo di ballo del Royal Ballet.